# 栋加拉
栋加拉（Donggala）是印度尼西亚中苏拉威西省的一个城镇，是栋加拉县的县治所在，位于苏拉威西岛西部，东滨帕卢湾，东南距离帕卢34公里。2010年统计，栋加拉所在的巴纳瓦区（Kecamatan Banawa）共有32,018人。

## 资料来源
1. ↑  Biro Pusat Statistik, Jakarta, 2011.